# Henología
Henología (del griego ἕν hen, "uno")  se refiere al relato filosófico o discurso sobre "El Uno" que aparece más notablemente en la filosofía de Plotino. Reiner Schürmann lo describe como una "metafísica de la trascendencia radical" que se extiende más allá del ser y la intelección.

## Áreas de consulta
La henología está en contradicción con varias otras disciplinas filosóficas. El término henología se refiere a la disciplina que se centra en El Uno, como en las filosofías de Platón y Plotino. A veces se usa en contraste con disciplinas que tratan al Ser como su punto de partida (como en Aristóteles y Avicena) y también a aquellos que buscan comprender el Conocimiento y la Verdad (como en Kant y Descartes).